# 常聖傳
常聖傳（1973年11月14日—），台灣新聞主播，崇右影藝科技大學五專會計統計科畢業，中國文化大學新聞學系、新聞學研究所畢業，曾為全國大專杯辯論比賽最佳辯士，2001年參加民視「愛上主播台」比賽獲得最佳播報獎，後接任李四端成為八大電視「四面八方」主持人。現任民視新聞台假日《民視晚間新聞》主播、民視新聞傳播群採訪中心地方組主任、《民視異言堂》主持人。

## 學歷
- 崇右影藝科技大學五專會計統計科。
- 中國文化大學新聞系、新聞研究所。

## 經歷
- 八大電視（GTV）記者。
- 八大電視假日主播。
- 八大電視夜間主播。
- 八大電視「四面八方」節目主持人。
- 民間全民電視台（FTV）記者、新聞主播。

## 現任
- 民視新聞台《民視晚間新聞》假日主播。
- 民視新聞傳播群採訪中心地方組主任。
- 民視新聞台《民視異言堂》主持人。

## 外部連結
- 民視新聞網：常聖傳 （页面存档备份，存于）